# Ruvina
Ruvina era una freguesia portuguesa del municipio de Sabugal, distrito de Guarda.

## Historia
Freguesia acusadamente rural y afectada, como tantas otras del interior del país, por un proceso de caída demográfica y envejecimiento de la población (tenía 456 habitantes en 1950), fue suprimida el 28 de enero de 2013, en aplicación de una resolución de la Asamblea de la República portuguesa promulgada el 16 de enero de 2013 al unirse con las freguesias de Ruivós y Vale das Éguas, formando la nueva freguesia de Ruvina, Ruivós e Vale das Éguas.

## Patrimonio
En el patrimonio histórico-artístico de Ruvina se cuenta la iglesia parroquial, consagrada a la Virgen del Rosario, las capillas de Nuestra Señora de los Placeres y de N.ª Sra. de los Afligidos, una casa solariega del siglo XVIII y varias alminhas, pequeños altares de culto a las ánimas del Purgatorio.